# Liste der Baudenkmäler in Erp (Erftstadt)
Die Liste der Baudenkmäler in Erp (Erftstadt) enthält die denkmalgeschützten Bauwerke auf dem Gebiet von Erftstadt-Erp in Nordrhein-Westfalen (Stand: Juni 2024). Diese Baudenkmäler sind in der Denkmalliste der Stadt Erftstadt eingetragen; Grundlage für die Aufnahme ist das Denkmalschutzgesetz Nordrhein-Westfalen (DSchG NRW).

## Baudenkmäler
Die Liste der Baudenkmäler enthält Sakralbauten, Wohn- und Fachwerkhäuser, historische Gutshöfe und Adelsbauten, Industrieanlagen, Wegekreuze und andere Kleindenkmäler sowie Grabmale und Grabstätten, die eine besondere Bedeutung für die Geschichte Erftstadts haben.
Hinweis: Die Reihenfolge der Denkmäler in dieser Liste entspricht der offiziellen Liste und ist nach Bezeichnung, Ortsteilen und Straßen sortierbar.
| Bild                                                                     | Bezeichnung                                                              | Lage                            | Beschreibung | Bauzeit       | Eingetragen seit | Denkmal- nummer |
| ------------------------------------------------------------------------ | ------------------------------------------------------------------------ | ------------------------------- | --- | ------------- | ---------------- | --------------- |
| weitere Bilder                                                           | Ehemaliges Wachhäuschen                                                  | Luxemburger Straße 31           | Das zweigeschossige Wachhaus ist seitlich vor den Kirchturm gesetzt und an der Straßenseite in die Stützmauer integriert. | 1753          | 10.08.1982       | 012             |
| weitere Bilder                                                           | Pfarrkirche St. Pantaleon                                                | Luxemburger Straße 29           | Die Kirche wurde nach den Plänen des Architekten Karl Friedrich Schubert 1872–1873 erweitert. Das breit angelegte Querschiff und ein dreiseitiger Chor wurden in die bestehenden Teile des Backsteinlanghauses aus dem 18. Jahrhundert angefügt. Die niedrig angelegte durch Gurtbögen unterteilte Decke des Langhauses setzt sich im Querhaus fort. Der barocke Charakter der Kirche ist trotz des Erweiterungsbaus, der sich durch mächtige Pfeiler mit vorgelagerten Säulen auszeichnet, noch zu erkennen. Der vorgelagerte weiß verputzte dreigeschossige Westturm mit geschweifter Haube wurde auf fast quadratischem Grundriss erbaut. Die Bausubstanz stammt größtenteils aus dem 18. Jahrhundert. In den beiden unteren Geschossen mit älteren romanischen Bauteilen befinden sich kleine Fensteröffnungen, darüber an der Westseite ein spätgotisches Fenster, im Glockengeschoss kleine korbbogige Zwillingsfenster. Das Innere des Turmes, der ehemalige Eingangsbereich, besitzt ein spätgotisches Kreuzrippengewölbe. | 1753, 1872/73 | 13.08.1982       | 036             |
| Waschhaus                                                                | Waschhaus                                                                | Flußstraße bei Hausnummer 17    | Das Badehaus befand sich außerhalb des Cordenhofes an einer früheren Wasserstelle. Die Fassade des eingeschossigen Gebäudes ist entsprechend den Gebäuden des Hofes durch den Wechsel von Putz und Ziegeln gegliedert. Das aus Ziegeln gemauerte Pumpenhäuschen wurde nach der Datierung im Giebel 1853 errichtet. | 1853          | 28.02.1983       | 067             |
| Wohnhaus von 1746 auf der Hofanlage Schleidenhof mit altem Gefängnisturm | Wohnhaus von 1746 auf der Hofanlage Schleidenhof mit altem Gefängnisturm | Luxemburger Straße 30           | Die Traufseite des zweigeschossigen Wohnhauses mit Krüppelwalmdach ist zum Innenhof des Vierkanthofes ausgerichtet. Das aus Backstein auf einem hohen verputzten Sockel errichtete Wohnhaus wurde nach der Datierung durch Ankerzahlen 1746 errichtet. Die Fensterachsen sind unregelmäßig angeordnet. Der Eingang mit Freitreppe liegt seitlich. An der Straße steht ein dem Haus vorgelagerter zweigeschossiger Turm mit achtseitiger Haube, der eine Wetterfahne trägt. Im fensterlosen unteren Teil war bis Ende des 18. Jahrhunderts ein Gefängnis untergebracht. | 1746          | 08.12.1987       | 103             |
| weitere Bilder                                                           | Wegekreuz                                                                | Am Spielberg                    | Das Sandsteinkreuz besteht aus einem Sockel, einem hochrechteckigen Schaft mit Konsole und einem Kreuz mit Korpus. | 18. Jh.       | 27.03.1990       | 126             |
| weitere Bilder                                                           | Wegekreuz                                                                | Am Spielberg / Hochstraße       | | 18. Jh.       | 27.03.1990       | 127             |
| Cordenhof                                                                | Cordenhof                                                                | Flußstraße 22                   | Die Backsteingebäude des an der Erpa gelegenen ehemaligen landwirtschaftlichen Anwesens wurden Ende des 19. Jahrhunderts erbaut. Sie sind in der Giebelzone durch Wechsel von Putz und Ziegel gegliedert. Das ebenfalls in Backstein 1877 errichtete zweigeschossige Wohnhaus besitzt ein Mansarddach und eine vierseitige durchfensterte Haube. Die hohen Fenster stammen aus der Erbauungszeit. Über dem seitlich gelegenen Hauseingang befinden sich zwei geschossübergreifende Treppenhausfenster. Im Anschluss an das alte Wohnhaus wurde ein Neubau errichtet. Bei der 1999 abgeschlossenen Restaurierung und dem Umbau zu einer Wohnanlage blieb die alte Substanz weitgehend erhalten. In den restaurierten Toren sind die Initialen des Besitzers eingelassen. Bei dem heute als Cordenhof bezeichneten Anwesen handelt es sich nicht um den Scheppstattshof, wie aus den Säkularisationsakten von 1807 eindeutig zu entnehmen ist. Der Scheppstattshof des Stiftes St. Georg in Köln wurde unter der Bezeichnung „Oleshof“ verkauft, während der 1755 von den Karmelitinnen in der Kupfergasse in Köln erworbene „obere Pützhof“ 1802 verstaatlicht und 1807 verkauft wurde. Nach mehreren Besitzwechseln kam der Hof an das Kölner Priesterseminar, dem die Ländereien noch gehören. Die Gebäude in Erp mit Hofareal und Garten wurden 1971 verkauft. | 1877          | 02.04.1990       | 130             |
| Detail Eingang                                                           | Detail Eingang                                                           | Luxemburger Straße 20           | Dem rundbogigen Mitteleingang ist eine zweiläufige Freitreppe vorgelagert. Sandsteingewände mit von Palmetten bekränzten Wandvorlagen und profilierte Kämpfer wurden zur Gestaltung verwendet. Die zweiflügelige Eichentür hat ein Oberlicht mit radialer Versprossung. Keilstein mit Datierung 1854 und Inschrift Norbert Nohr M. Anna Wind. | 1854          | 08.10.1991       | 161             |
| weitere Bilder                                                           | 2-geschossiges Backsteingebäude (Abelshof)                               | Luxemburger Straße 9            | Das zweigeschossige Backsteinwohnhaus mit Walmdach an der Straßenecke zur Steinfelder Straße hat einen Eingang an der Luxemburger Straße. Eine rundbogige überdachte Durchfahrt verbindet das Haus mit einem neu erbauten Wohnhaus. An der Steinfelder Straße ist die Erbauung 1842 durch Ankerzahlen datiert. Die Fenster sind an beiden Seiten bis zur ehemaligen zugemauerten Tordurchfahrt an der Steinfelder Straße gleichmäßig aufgereiht. Das Haus wurde von 2022 bis 2024 entkernt und neu aufgebaut, die Fassade wurde erhalten und renoviert. | 1842          | 14.04.1993       | 180             |
| weitere Bilder                                                           | Wegekreuz                                                                | Luxemburger Straße gegenüber 9  | Das Wegekreuz auf der gegenüberliegenden Seite stand ursprünglich vor dem Wohnhaus Luxemburger Straße 9 und wurde bei der Verbreiterung der Straße versetzt. Auf einem rechteckigen Schaft mit Inschrift steht ein schmaler rundbogiger Aufsatz mit Nische, darüber ein Kruzifix mit Korpus. Die Inschrift lautet: Herr schütze Dein Volk durch das Zeichen des Heiles vor den Nachstellungen seiner Feinde | um 1925       | 14.04.1993       | 180             |
| 2-geschossiges Backsteinhaus                                             | 2-geschossiges Backsteinhaus                                             | Hofanlage Luxemburger Straße 24 | Das zweigeschossige traufseitig zur Straße gelegene Backsteinwohnhaus mit Walmdach und abgesetztem Sockel wurde, datiert durch Ankerzahlen, 1843 errichtet. In der mittleren der fünf Fensterachsen liegt eine zweiläufige Freitreppe. Alle Fenster sowie die Haustür haben Sandsteingewände. Seitlich schließt ein niederer Backsteinbau an, auf der anderen Seite ein Gebäude mit großer korbbogiger Einfahrt zum Innenhof. | 1843          | 08.07.1993       | 190             |
| weitere Bilder                                                           | Wegekreuz                                                                | Müddersheimer Weg               | | 1712          | 02.07.1994       | 216             |
| Landwirtschaftliches Anwesen                                             | Landwirtschaftliches Anwesen                                             | Flußstraße 17                   | Das traufseitig zur Straße liegende zweigeschossige Wohnhaus aus Backstein wurde, datiert in Ankerzahlen, 1858 errichtet. Der Eingang befindet sich in der Mittelachse der fünf Fensterachsen. Alle Fenster, fünf im Obergeschoss, vier im Erdgeschoss haben wie die mittige Haustür Sandsteingewände. | 1858          | 21.12.1995       | 247             |
| Hofanlage, Backsteinhaus                                                 | Hofanlage, Backsteinhaus                                                 | Hochstraße 14                   | Die Gebäude des Christinenhofes wurden auf Resten der früheren Velbrücker Burg, später nach dem Halfen Roechhof genannt, erbaut. Der älteste Teil der Hofanlage ist das Gebäude mit der korbbogigen Einfahrt, die in der Wappenkartusche auf das Jahr 1748 datiert ist. Das Wohnhaus des Vierkanthofes wurde 1907 erbaut. Eine Ecke des Hauses wurde als Erker mit einem kegelförmigen Dach gestaltet, das den Eindruck eines kleinen Turmes vermittelt. Das ehemals verputzte Backsteinmauerwerk liegt heute frei. Teile der Anlage haben bei der von 1992 bis 1994 erfolgten Restaurierung eine schmückende Fachwerkkonstruktion erhalten. In die Wand der neu errichteten Scheune wurde das aus der alten Scheune stammende Kölner Wappen eingemauert, das an die ehemalige Zugehörigkeit des Hofes zur Armenverwaltung der Stadt Köln erinnert. | 1907          | 21.12.1995       | 249             |
| weitere Bilder                                                           | Kriegerdenkmal                                                           | Luxemburger Straße              | Auf einen gestuften Sockel folgt ein rechteckiger Aufsatz mit Inschrifttafeln, darüber ein Obelisk mit einem auf einer Weltkugel hockenden Adler. Am Fuße des Obelisken befindet sich ein gusseisernes Relief mit einem trauernden Krieger. Das Kriegerdenkmal wurde zum Andenken an die Gefallenen der Feldzüge 1866 und 1870/71 vom Veteranen- und Kriegerverein Erp im Jahre 1911 gestiftet. | 1911          | 22.12.1995       | 252             |
| weitere Bilder                                                           | Wegekreuz                                                                | Römerstraße / Hoverweg          | | 18. Jh.       | 27.03.1997       | 288             |
| weitere Bilder                                                           | Basaltkreuz                                                              | Römerstraße / L 33              | | 1933          | 27.03.1997       | 289             |

## Belege
1. ↑  Denkmalliste der Stadt Erftstadt, übermittelt durch die Untere Denkmalbehörde Erftstadt
2. ↑  Frank Bartsch, Dieter Hoffsümmer, Hanna Stommel: Denkmäler in Erftstadt. Erftstadt 1998–2000. Kapitel 6.2 Erp St. Pantaleon
3. ↑  Frank Bartsch, Dieter Hoffsümmer, Hanna Stommel: Denkmäler in Erftstadt. Erftstadt 1998–2000. Kapitel 6.3 Erp Schleidenhof
4. ↑  Frank Bartsch, Dieter Hoffsümmer, Hanna Stommel: Denkmäler in Erftstadt. Erftstadt 1998–2000. Kapitel 6.5 Erp Cordenhof
5. ↑  Landesarchiv NRW Standort Düsseldorf Bestand Roerdepartement Kanton Lechenich Erp Nr. 17232 und Nr. 17235
6. ↑  Horst Komuth: Investor aus Hürth baut Abelshof in Erftstadt neu auf. Kölner Stadt-Anzeiger, 19. Mai 2022; abgerufen am 5. Juli 2024.
7. ↑  Dieter Hoffsümmer: Kapitel 6.4 Erp Christinenhof. In: Frank Bartsch, Dieter Hoffsümmer, Hanna Stommel: Denkmäler in Erftstadt. Erftstadt 1998–2000.